# Callitriche raveniana
Callitriche raveniana är en grobladsväxtart som beskrevs av Lansdown. Callitriche raveniana ingår i släktet lånkar, och familjen grobladsväxter. Inga underarter finns listade i Catalogue of Life.